# Sulcacis lengi
Sulcacis lengi es una especie de coleóptero de la familia Ciidae.

## Distribución geográfica
Habita en el Este de América del Norte.